# Тушина
Тушина је насеље у општини Шавник у Црној Гори. Према попису из 2011. број становника био је 121 ( 2003. било је 180 становника , а према попису из 1991. било је 219 становника).

## Назив
Павле Ровински је записао да су туф називали сига, сидра, туфла, а мјесто одакле се он узима назива се тушина. Одатле и назив мјеста Тушина (ријека и село), гдје има обично доста туфа, одакле су га возили за изградњу Морачког манастира. Постоји и предање да су ту жене које су биле силоване од Турака, при рођењу тушиле, давиле своју дјецу.

## Демографија
У насељу Тушина живи 149 пунолетних становника, а просечна старост становништва износи 46,1 година (44,6 код мушкараца и 47,4 код жена). У насељу има 61 домаћинство, а просечан број чланова по домаћинству је 2,95.
Становништво у овом насељу веома је хетерогено, а у последња три пописа, примећен је пад у броју становника.
|  |

| Демографија | Демографија | Демографија |
| Година      | Становника  | Становника  |
| ----------- | ----------- | ----------- |
|             |             |             |
|             |             |             |
|             |             |             |
|             |             |             |
| 1948.       | 409         |             |
| 1953.       | 421         |             |
| 1961.       | 365         |             |
| 1971.       | 323         |             |
| 1981.       | 308         |             |
| 1991.       | 219         | 217         |
| 2003.       | 185         | 180         |
|             |             |             |

| Етнички састав према попису из 2003.‍ | Етнички састав према попису из 2003.‍ | Етнички састав према попису из 2003.‍ | Етнички састав према попису из 2003.‍ | Етнички састав према попису из 2003.‍ |
| ------------------------------------ | ------------------------------------ | ------------------------------------ | ------------------------------------ | ------------------------------------ |
|                                      |                                      |                                      |                                      |                                      |
| Црногорци                            | Црногорци                            |                                      | 92                                   | 51,11%                               |
| Срби                                 | Срби                                 |                                      | 86                                   | 47,77%                               |
| Хрвати                               | Хрвати                               |                                      | 1                                    | 0,55%                                |
| непознато                            | непознато                            |                                      | 0                                    | 0,0%                                 |

| Година пописа     | 1948. | 1953. | 1961. | 1971. | 1981. | 1991. | 2003. |
| ----------------- | ----- | ----- | ----- | ----- | ----- | ----- | ----- |
| Број домаћинстава | 86    | 83    | 86    | 78    | 76    | 65    | 62    |

| Број чланова      | 1  | 2  | 3  | 4 | 5 | 6 | 7 | 8 | 9 | 10 и више | Просек |
| ----------------- | -- | -- | -- | - | - | - | - | - | - | --------- | ------ |
| Број домаћинстава | 61 | 17 | 16 | 7 | 8 | 5 | 4 | 3 | 1 | 0         | 0      |

| Пол    | Укупно | Неожењен/Неудата | Ожењен/Удата | Удовац/Удовица | Разведен/Разведена | Непознато |
| ------ | ------ | ---------------- | ------------ | -------------- | ------------------ | --------- |
| Мушки  | 71     | 29               | 35           | 6              | 1                  | 0         |
| Женски | 83     | 31               | 34           | 17             | 1                  | 0         |
| УКУПНО | 154    | 60               | 69           | 23             | 2                  | 0         |

| Пол    | Укупно                    | Пољопривреда, лов и шумарство | Рибарство                            | Вађење руде и камена | Прерађивачка индустрија       |
| ------ | ------------------------- | ----------------------------- | ------------------------------------ | -------------------- | ----------------------------- |
| Мушки  | 39                        | 25                            | 0                                    | 0                    | 1                             |
| Женски | 17                        | 10                            | 0                                    | 0                    | 0                             |
| УКУПНО | 56                        | 35                            | 0                                    | 0                    | 1                             |
| Пол    | Производња и снабдевање   | Грађевинарство                | Трговина                             | Хотели и ресторани   | Саобраћај, складиштење и везе |
| Мушки  | 1                         | 1                             | 3                                    | 2                    | 0                             |
| Женски | 0                         | 0                             | 0                                    | 1                    | 0                             |
| УКУПНО | 1                         | 1                             | 3                                    | 3                    | 0                             |
| Пол    | Финансијско посредовање   | Некретнине                    | Државна управа и одбрана             | Образовање           | Здравствени и социјални рад   |
| Мушки  | 0                         | 0                             | 3                                    | 3                    | 0                             |
| Женски | 0                         | 1                             | 0                                    | 3                    | 0                             |
| УКУПНО | 0                         | 1                             | 3                                    | 6                    | 0                             |
| Пол    | Остале услужне активности | Приватна домаћинства          | Екстериторијалне организације и тела | Непознато            | Непознато                     |
| Мушки  | 0                         | 0                             | 0                                    | 0                    | 0                             |
| Женски | 1                         | 0                             | 0                                    | 1                    | 1                             |
| УКУПНО | 1                         | 0                             | 0                                    | 1                    | 1                             |

## Галерија
- Натпс табле на улазу у Тушину
- Кућа у Тушини
- Црква у Тушини
- Црква у Тушини
- Црква у Тушини
- Црква и гробље у Тушини
- Новица Церовић је заслужан за изградњу цркве Св. Ђорђа у Тушини